# محمد كغاط
محمد كغاط (مواليد 24 مايو 1969) هو مخرج أفلام مغربي، أخرج عددًا من الأفلام والمسلسلات التلفزيونية، حيث تميز في أفلام الخيال العلمي، وهو من أوائل المخرجين المغاربة الذين تخصصوا في هذا النوع من الأفلام.

## الأعمال
- 2004: أصدقاء من كندا
- 2005: الشاوش
- 2006 - 2009: البعد الآخر
- 2011: نهار تزاد طفا الضو
- 2013: لطيفة بعد الوظيفة
- 2015: رهان
- 2018: أحلام صغيرة

## وصلات خارجية
- محمد كغاط على موقع IMDb (الإنجليزية)
- محمد كغاط على موقع ألو سيني (الفرنسية)